# Helsingborg Open
Het Helsingborg Open is een jaarlijks golftoernooi voor vrouwen in Zweden, dat deel uitmaakt van de Ladies European Tour. Het toernooi werd opgericht in 2013 en vindt sindsdien plaats op de Vasatorps Golfklubb in Helsingborg, Skåne.
Het toernooi wordt gespeeld in een strokeplay-formule met vier ronden en na de tweede ronde wordt de cut toegepast. 

## Winnaressen
| Jaar | Winnares              | Sore | Sore | Info |
| ---- | --------------------- | ---- | ---- | ---- |
| 2013 | Rebecca Artis         | 280  | –8   |      |
| 2014 | Dewi-Claire Schreefel | 271  | –17  |      |

| Toernooirecord |  | po = winnares na play-off |